# Biuletyn Katyński
Biuletyn Katyński – pismo niezależne wydawane przez Instytut Katyński w Krakowie w latach 1978–2000.

## Historia
Pierwszych 15 numerów pisma przygotowano po utworzeniu Instytutu Katyńskiego wiosną 1978, przed ujawnieniem jego istnienia. Początkowo jako miejsce wydania podawano (dla zmylenia Służby Bezpieczeństwa): Warszawa – Kraków – Wrocław – Lublin. Druk i kolportaż pisma rozpoczęto w kwietniu 1979 (po ujawnieniu się Instytutu). Pierwsze numery pisma ukazywały się w maszynopisie w nakładzie kilkudziesięciu egzemplarzy. Pierwszym wydanym drukiem w wielotysięcznym nakładzie był dopiero numer 23 ze stycznia 1981. Do 13 grudnia 1981 wydano 32 numery pisma plus numery specjalne (nienumerowane). Po 13 grudnia 1981 wydawano nowe numery oraz dokonywano reedycji starych. Od nr 33 w 1991 ukazuje się legalnie. Ostatni znany: numer 45 z 2000.